# Třída Dvora
Třída Dvora je třída hlídkových člunů, postavených pro Izraelské vojenské námořnictvo společností Israel Aerospace Industries. Izrael provozuje devět těchto člunů, množství dalších provozuje Čínská republika a Srí Lanka.

## Konstrukce

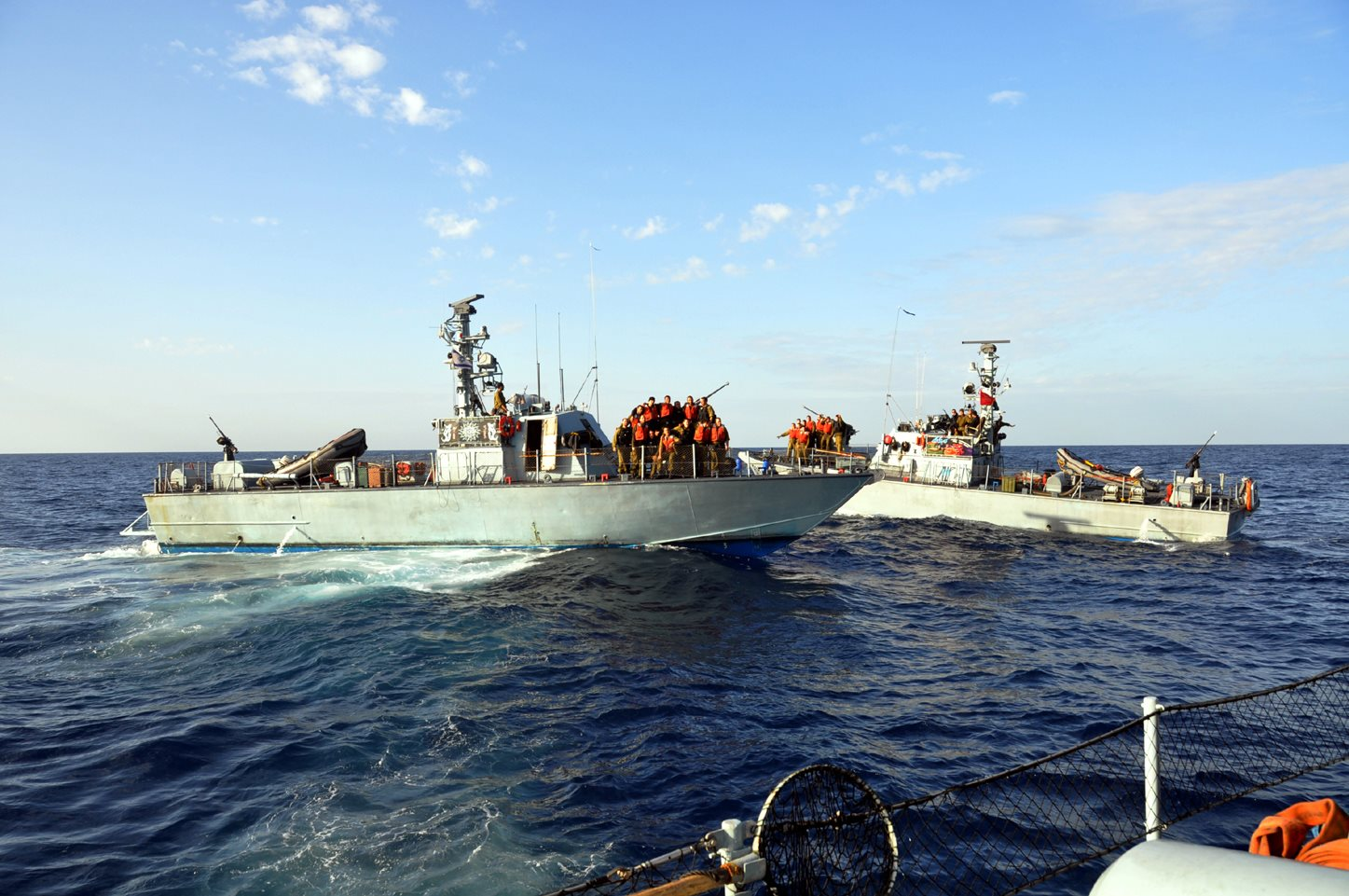
Izraelské hlídkové čluny třídy Dvora

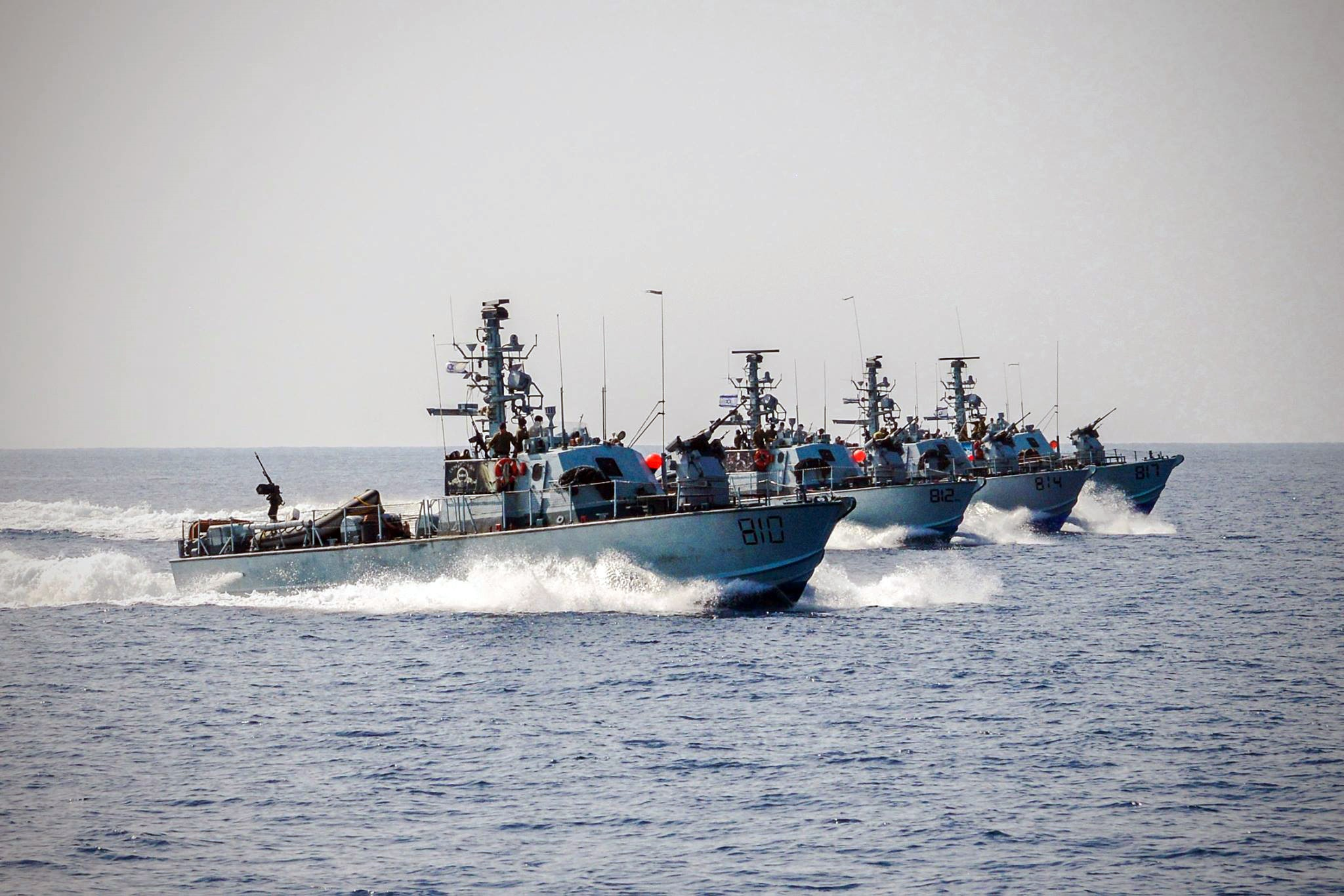
Izraelské hlídkové čluny třídy Dvora

Konstrukce je odvozena od hlídkových člunů třída Dabur. Čluny jsou postaveny především ze slitin hliníku. Základní výzbroj tvoří jeden 20mm kanón Oerlikon a dva 12,7mm kulomety. Existuje však řada dalších variant výzbroje. Pohonný systém tvoří dva dieselové motory. Nejvyšší rychlost je 36 uzlů.

## Zahraniční uživatelé
Šest člunů třídy Dvora zakoupila Srí Lanka, která je nasadila proti separatistické organizaci LTTE. Nyní Srí Lanka provozuje rovněž čluny třídy Colombo, odvozené z izraelské třídy Super Dvora.
Námořnictvo Čínské republiky postavilo 50 raketových člunů třídy Chaj-ou, které jsou modifikací třídy Dvora. Jejich výzbroj se skládala z 20mm kanónu, dvou 12,7mm kulometů a dvou domácích protilodních střel Siung-feng I. Na jejich palubě byly rovněž ručně odpalované protiletadlové řízené střely. Posledních dvacet jednotek bylo ze služby vyřazeno 1. července 2012. Ve službě je nahradila modernější třída Kuang Hua VI.